# Volvo F10/F12
Volvo F10/F12 — семейство бескапотных крупнотоннажных грузовых автомобилей производства Volvo Trucks, серийно выпускаемых в период с 1977 по 1993 год. Нумерация моделей Volvo F10/F12 обозначает объём двигателя в литрах. В 1984 году автомобиль получил премию Truck of the Year.

## История
Первый автомобиль Volvo F16 дебютировал в 1987 году. За весь период было произведено более 200000 единиц, значительная часть которых эксплуатировалась в «Совтрансавто», начиная с 1979 года.
С 1978 года модель Volvo F12 оснащалась системой Intercooler промежуточного охлаждения воздуха, поступающего из турбонагнетателя в цилиндры для повышения КПД двигателя при одновременном снижении токсичности выхлопных газов.
В 1993 году на смену серии F пришла серия FH.